# Dönüş
Dönüş ist einer aus einer ganzen Reihe türkischer Filme ab den frühen 1970er Jahren, in deren Handlungsmittelpunkt „Deutschländer“, türkisch „Almancılar“, stehen. Der Spielfilm, dessen Titel ins Deutsche übersetzt Rückkehr bedeutet, kam 1972 in die türkischen Kinos.

## Hintergrund
Bereits ab den 60er Jahren bezeichnete man in der Türkei oft mit herabwürdigender Absicht türkische Arbeitsmigranten in Deutschland, bei denen man in der Regel zu schnelle Anpassung an deutsche Gewohnheiten und Verhaltensweisen zu beobachten glaubte, als „Deutschländer“.

## Inhalt
Dönüş, laut IMDb den Genres Drama und Romanze zuzuordnen, erzählt die Rückkehr eines türkischen Arbeitsmigranten in Deutschland (dargestellt von Kadir İnanır in poppigem 70er Jahre-Anzug mit steifem Hut und Aktentasche) in sein türkisches Dorf zu Frau (dargestellt von der zugleich Regie führenden Türkan Şoray mit Kopftuch und in dörflicher Kleidung) und Kind. Inanir legt seine Rolle als typischen Klischee-Deutschländer an, was in dem dörflich-anatolischen Filmsetting auch komische Wirkungen zur Folge hat, doch wird vor allem die durch die Arbeitsmigration entstandene tragische Entfremdung von der ursprünglichen Heimat, insbesondere der eigenen Familie und der Ehefrau, problematisiert.

## Darsteller
Die Hauptdarsteller Kadir Inanir und Türkan Soray waren zur Zeit der Veröffentlichung des Films beliebte Leinwandstars in der Türkei.

## Ausstrahlungen
Der Film lief mehrfach im TRT und war als Video auch käuflich zu erwerben.